# Bothriocyrtum californicum
Bothriocyrtum californicum — вид мігаломорфних павуків родини Halonoproctidae.

## Поширення
Ендемік США. Поширений лише у штаті Каліфорнія.

## Опис

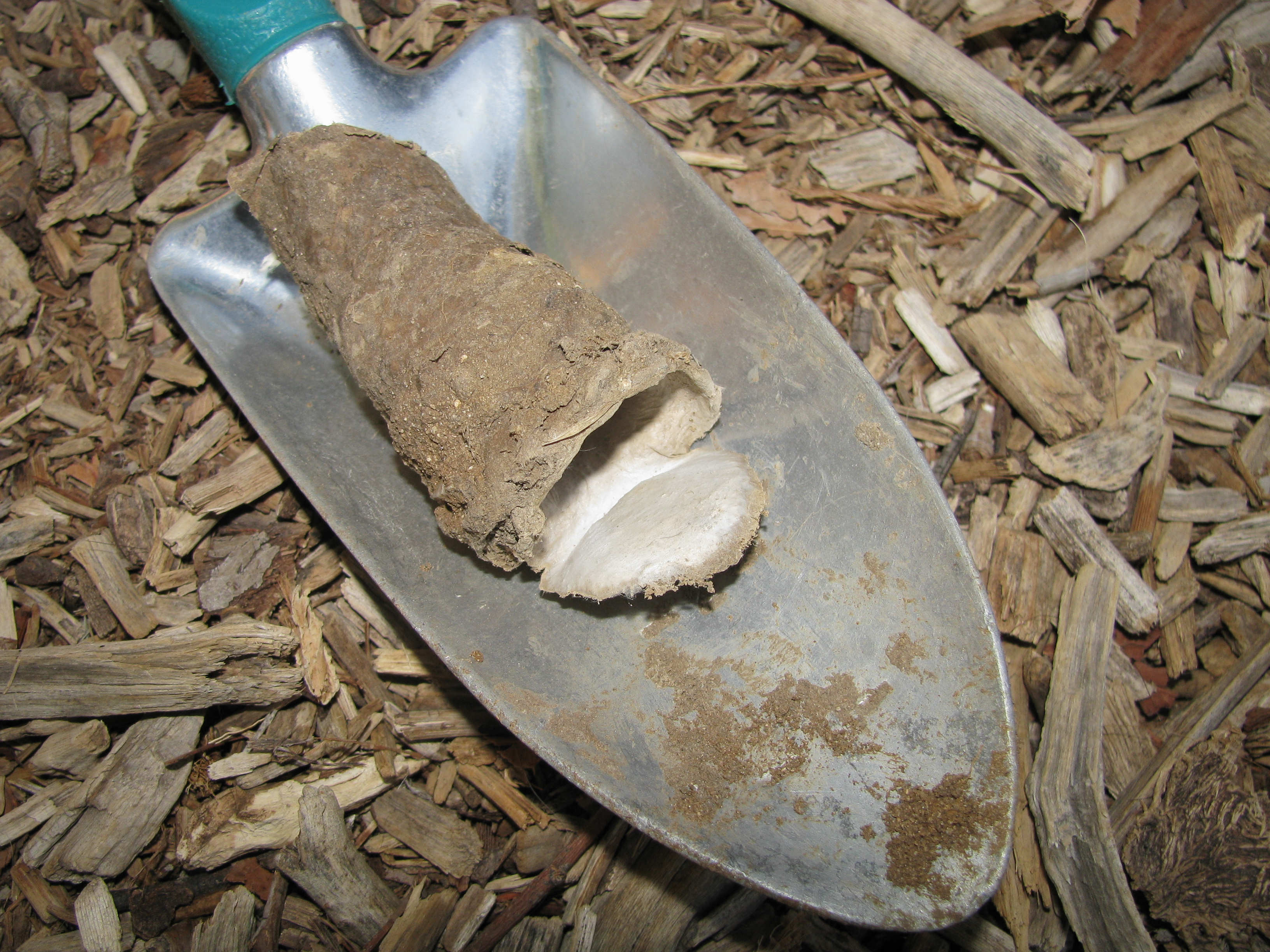
Гніздо павука

Самці завдовжки 2,15 см.

## Спосіб життя
Bothriocyrtum californicum живе в норі, вистеленій шовком. Нора має вигляд вертикальної порожнистої трубки шириною 2 см, глибиною 20 см. На вході в нору знаходиться D-подібна відкидна кришка, яка дуже щільно прилягає до отвору. Вхід більшу частину часу закритий. Самиця ніколи не відходить далеко від своєї нори. Самці восени блукають в пошуках самок. Після спарювання самиця відкладає партію з декількох сотень яєць, а після вилуплення павуків вона доглядає за ними і годує протягом першої зими. Потім вони розходяться і роблять власні нори.